# 648
Năm 648 là một năm trong lịch Julius. 